# Ultimate Beastmaster
Ultimate Beastmaster est une émission de télévision américaine créée par Dave Broome et produite par Sylvester Stallone, dont la première saison a été diffusée sur Netflix le 24 février 2017 et la seconde le 15 décembre 2017.

## Commentateurs sportifs
Chaque pays possède 2 hôtes/commentateurs pour la compétition.
| Saison 1     | Saison 1            | Saison 1                  | Saison 2              | Saison 2                | Saison 2 |
| Pays         | Hôte                | Hôte                      | Hôte                  | Hôte                    |          |
| ------------ | ------------------- | ------------------------- | --------------------- | ----------------------- | -------- |
| Brésil       | Rafinha Bastos      | Comédien                  |                       |                         |          |
| Brésil       | Anderson Silva      | Combattant UFC            |                       |                         |          |
| Allemagne    | Luke Mockridge      | Comédien                  |                       |                         |          |
| Allemagne    | Hans Sarpei         | Footballeur professionnel |                       |                         |          |
| Japon        | Yuji Kondo          | Présentateur sportif      |                       |                         |          |
| Japon        | Sayaka Akimoto      | Chanteuse/Actrice         |                       |                         |          |
| Mexique      | Luis Ernesto Franco | Star de la télévision     |                       |                         |          |
| Mexique      | Ines Sainz          | Présentateur sportif      |                       |                         |          |
| Corée du Sud | Seo Kyung Suk       | Présentateur radio/TV     |                       |                         |          |
| Corée du Sud | Park Kyeong Rim     | Présentateur radio/TV     |                       |                         |          |
| États-Unis   | Terry Crews         | Acteur                    | Tiki Barber           | Ancien joueur NFL       |          |
| États-Unis   | Charissa Thompson   | animatrice télévisée      | Chris Distefano       | Comédien                |          |
| Espagne      |                     |                           | Paula Vázquez         | Animatrice télévisée    |          |
| Espagne      |                     |                           | Saúl Craviotto        | Médaillé d'or Olympique |          |
| France       |                     |                           | Gilles Marini         | Acteur                  |          |
| France       |                     |                           | Sandy Heribert        | Journaliste sportif     |          |
| Italie       |                     |                           | Francesco Facchinetti | Animateur télévisée/DJ  |          |
| Italie       |                     |                           | Bianca Balti          | Mannequin               |          |
| Chine        |                     |                           | Bin Gu                | Personnalité TV         |          |
| Chine        |                     |                           | Du Qin Yi             | Animateur télévisée     |          |
| Inde         |                     |                           | Vidyut Jammwal        | Acteur                  |          |
| Inde         |                     |                           | Sarah-Jane Dias       | Actrice                 |          |

## Première saison
L'ultimate beastmaster de cette saison est Felipe Camargo de l'équipe brésilienne.
| Épisodes             | Beastmasters     | Pays         |
| -------------------- | ---------------- | ------------ |
| 1                    | Heeyong Park     | Corée du Sud |
| 2                    | David Mantei     | Allemagne    |
| 3                    | Steven Tucker    | États-Unis   |
| 4                    | Philip Meyer     | Allemagne    |
| 5                    | Roberto Perez    | Mexique      |
| 6                    | Hyunho Kim       | Corée du Sud |
| 7                    | Felipe Camargo   | Brésil       |
| 8                    | Jonathan Collins | États-Unis   |
| 9                    | Ken Corigliano   | États-Unis   |
| Ultimate Beastmaster | Felipe Camargo   | Brésil       |

## Deuxième saison
L'ultimate beastmaster de cette saison est Haibin Qu de l'équipe chinoise.
| Épisode              | Beastmasters  | Pays       |
| -------------------- | ------------- | ---------- |
| 1                    | Mickael Mawem | France     |
| 2                    | Haibin Qu     | Chine      |
| 3                    | Kyle Soderman | États-Unis |
| 4                    | Yiqi Li       | Chine      |
| 5                    | John Gerzik   | États-Unis |
| 6                    | Bin Xie       | Chine      |
| 7                    | Manu Cornu    | France     |
| 8                    | Bin Fang      | Chine      |
| 9                    | Alberto Gotta | Italie     |
| Ultimate Beastmaster | Haibin Qu     | Chine      |

## Tournage
La première saison a été tournée à Santa Clarita (Californie) pendant huit nuits.
Avant même la diffusion de la première saison, Netflix avait déjà commencé le tournage de la deuxième saison.

## Diffusion
La première saison a été diffusée sur Netflix le 24 février 2017.
La deuxième saison a été diffusée sur Netflix le 15 décembre 2017.